# Ermen Reyes-Napoles
Ermen Julian Reyes-Napoles (* 5. Juli 1989 in Rudolstadt) ist ein ehemaliger deutscher Basketballspieler. Der Aufbauspieler gehörte jahrelang zum Aufgebot von Science City Jena. In der Basketball-Bundesliga bestritt er 113 Spiele, womit er Bundesligarekordspieler der Saalestädter ist.

## Laufbahn
Reyes-Napoles, dessen Vater von der Karibikinsel Kuba stammt, ging ab 2001 aufs Sportgymnasium Jena und durchlief die Nachwuchsabteilung des TuS Jena. 2006 schaffe er den Sprung von der Jugend in Jenas Zweitligakader und wurde in der Saison 2006/07 mit den Thüringern Meister der 2. Bundesliga Süd. Im Oktober 2007 gab er für Jena dann sein Debüt in der Basketball-Bundesliga. Im März 2008 wurde Reyes-Napoles gesperrt, nachdem in seiner Dopingprobe der Stoff Tetrahydrocannabinol gefunden worden war. Er gestand das Vergehen ein. Reyes-Napoles erhielt eine weltweit geltende siebenmonatige Sperre.
Im Laufe der Jahre entwickelte sich Reyes-Napoles zum Liebling des Jenaer Publikums, seine Rolle in der Mannschaft beschrieb der damalige Trainer Björn Harmsen anlässlich der Vertragsverlängerung des Aufbauspielers im Juni 2014 als „Identifikationsfigur“. 2016 gewann Reyes-Napoles mit Jena den Meistertitel in der 2. Bundesliga ProA und stieg damit mit dem Verein zum zweiten Mal in die Bundesliga auf. Im Sommer 2020 trat er vom Leistungssport zurück und schlug eine Polizeilaufbahn ein. Der Verein gab außerdem bekannt, in Zukunft seine Trikotnummer nicht mehr zu vergeben.

### Nationalmannschaft
2005 stand Reyes-Napoles im Kader der deutschen U16-Nationalmannschaft. Nach Abschluss seiner Profi-Karriere spielte er 2022 für die deutsche Auswahl bei den Europameisterschaften der Polizei des Union Sportive des Polices d’Europe in Limoges (Frankreich). Die Deutschen unterlagen im Finale der griechischen Auswahl und erhielten somit die Silbermedaille.